# Bad Pinocchio
Bad Pinocchio (Pinocchio's Revenge) è un film horror del 1996 diretto da Kevin S. Tenney.

## Trama
L'avvocato Jennifer Garrick è convinta dell'innocenza del suo assistito, Vincent Gotto, accusato di una serie di orribili omicidi di bambini. Gotto afferma che il vero colpevole è una marionetta dalle sembianze di Pinocchio, che aveva creato per suo figlio. Nonostante gli sforzi di Jennifer, l’uomo viene giustiziato, e lei, senza rendersene conto, porta via la marionetta dal suo ufficio. A casa, la giovane figlia di Jennifer, Zoe, scambia il pupazzo per un regalo di compleanno e sviluppa con lui un legame inquietante. La bambina, già fragile emotivamente, inizia a comportarsi in modo sempre più instabile e sostiene che Pinocchio le parli. Quando il pupazzo le chiede di liberarlo dai suoi fili, Zoe acconsente, e da quel momento iniziano a verificarsi eventi inquietanti. Un compagno di scuola che la tormentava viene spinto davanti a un autobus, e Zoe afferma che Pinocchio abbia agito per proteggerla. Poco dopo, il fidanzato di Jennifer, David, cade rovinosamente dalle scale mentre fa da babysitter a Zoe. La situazione degenera quando il dottor Edwards, psichiatra della bambina, osserva una sua conversazione con il pupazzo: nel video, tuttavia, sembra che Zoe stia parlando da sola. Jennifer, sempre più turbata dagli strani incidenti che la circondano, tenta di mettere fine agli eventi rinchiudendo la marionetta, ma la scia di sangue continua. Quando la babysitter Sophia viene brutalmente aggredita, Jennifer si ritrova davanti a un terribile dubbio: Pinocchio è davvero vivo, oppure il male si è impossessato della mente della sua bambina?